# Бериславський машинобудівний завод
Бериславський машинобудівний завод — одне з найстаріших промислових підприємств в Україні, створене більше 120 років тому. Підприємство спеціалізується на виготовленні запчастин для локомотивів і дизельних поїздів, комплектуючих для ремонту складів, буропідривних робіт, запчастин для двигунів і компресів, що встановлюються на суднах і так далі. Машинобудівний завод щорічно випускає більше 400 видів різних товарів. Окремою сферою діяльності є освоєння зарубіжних технологій, впровадження їх у виробництво. Щорічно в каталозі Бериславського машинобудівного заводу додається до 20 нових найменувань.
Завод надає послуги з механічної, термічної обробки, а також гальванічного покриття будь-яких деталей.
Сфера діяльності заводу також включає в себе підвищення ефективності виробництва і зменшення економічних витрат. Проводиться оновлення обладнання на сучасні обробні машини з Японії.
Партнерами Бериславського машинобудівного заводу є наступні компанії: «Криворіжсталь», «Кривбасруда», «Коломенський завод», «Транс Маш Холдинг», «Белжердорснаб» та інші.

## Історія
Засноване підприємство 1896 року Р. Айзенштоком (до 1915 – дир.). Підприємство забезпечувало виробників засобами обробітку землі й перероблення сільськогосподарської продукції. 1923 завод отримав назву «Червоний хлібороб», виробляв сільськоосодарський реманент, 1933–34 – бавовняні сіялки та обладнання для птахоферм. 1931 перейменоване у мотороремонтний завод ім. В. Чубаря, 1938 – автотрактороремонтний завод. Під час 2-ї світової війни зруйнований.
1949 року перейменоване у Бериславський механічний завод, розпочато випуск нафтових двигунів потужністю 25–50 к. с. 
Від 1955 завод виготовляє дизельні електростанції 4ДГ 19/30 потужністю 160– 180 к. с.; було створено дослідні установки вільнопоршневих генераторів газу. Від 1967 виробляє устаткування для тепловозних, корабельних і стаціонарних дизелів. 1979–88 збудовані головна понижувальна підстанція, котельня, цех металоконструкцій з адміністративно-господарським корпусом, цех дизельних агрегатів. У 80-х рр. розроблено нове покоління фільтрів на принципі самоочищення для кораблів і тепловозів.
Від жовтня 1995 – ВАТ із колективною формою власності. Головні напрями діяльності – виготовлення навісних агрегатів для дизелів, а також освоєння виробництва компресорів, фільтрів та радіаторів для автотракторної техніки, теплових акумуляторів, сонячних колекторів та мінімототехніки (мінімоторолерів та мотонасосів). Річний обсяг продукції – 5503 тис. грн, експорт становить 24,4 %.
Кількість працівників – 538 осіб. Завод має 4 гуртожитки, санаторій-профілакторій, базу відпочинку, дитсадок, стадіон.

## Російське вторгнення в Україну (з 2022)
З 24 лютого по 11 листопада 2022 року завод було захоплено російськими військами.
29 серпня українські війська завдали високоточного удару по складу БК окупантів,розташованим у заводі.

## Керівництво
Підпр-во очолювали
- Г. Назаренко (1946– 64)
- М. Должиков (1964–79)
- М. Булюк (1979– 88) та ін.
- від 2001 – О. Чалий.